# Whodini

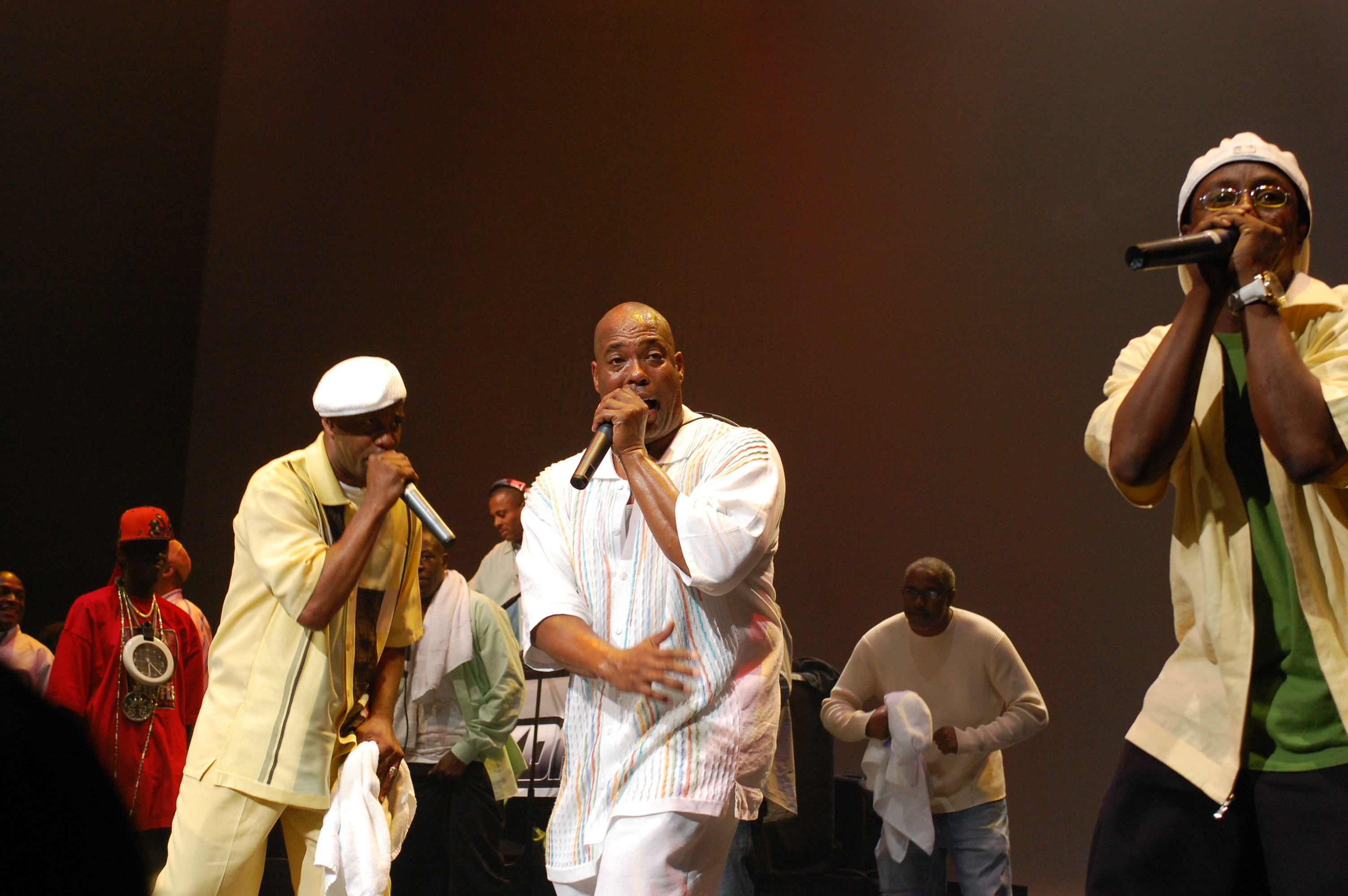
Whodini (2009)

Whodini war eine Hip-Hop-eFunk-Band aus New York City, USA. Die 1981 gegründete Gruppe bestand aus den drei Mitgliedern Jalil Hutchins, John Fletcher († 2020) und Drew Carter. Whodini war eine der ersten Rap-Gruppen, die R&B und E-Gitarren-Sound (Fugitive aus Back in Black, 1986) in ihre Lieder mit einbrachten.
Erfolgreich waren sie in den frühen und mittleren 1980er Jahren. Seit 1982 waren sie auf dem damals noch Indielabel Jive Records unter Vertrag. In dieser Zeit hatten sie Erfolg mit Liedern wie Magic's Wand, The Haunted House of Rock oder Friends. Insgesamt veröffentlichten sie sechs Alben.
Am 23. Dezember 2020 verstarb John 'Ecstasy' Fletcher im Alter von 56 Jahren.

## Belege
1. ↑  DE UK US
2. ↑  Auszeichnungen für Musikverkäufe: US
3. ↑  John „Ecstasy“ Fletcher verstarb überraschend mit 56 Jahren.